# ドメン・チルニゴイ
- ドメン・チュルニゴイ

ドメン・チルニゴイ（Domen Črnigoj、1995年11月18日 - ）は、スロベニア・コペル出身のサッカー選手。ヴェネツィアFC所属。ポジションはMF。スロベニア代表。

## クラブ経歴
2012-13シーズンに1.SNLのFCコペルでプロデビューを飾り、2015年8月31日、スーパーリーグに所属していたFCルガーノへ引き抜かれた。
2020年8月21日、セリエBのヴェネツィアFCに移籍し、3年契約を結んだ。加入1シーズン目はリーグ戦35試合に出場してクラブのセリエA昇格に貢献し、2021-22シーズンのセリエAでも34試合で3得点を挙げる活躍を見せた。
2023年1月26日、セリエAで16位と低迷していたUSサレルニターナ1919へ2022-23シーズン終了までの契約でレンタル移籍した。
2023年9月1日、セリエBのACレッジャーナ1919に1年間のレンタル移籍で加入した。

## 代表経歴
スロベニアの各世代別代表を経て、2018年3月23日、オーストリア代表との親善試合にてヨシップ・イリチッチとの途中交代でスロベニア代表デビューを果たした。代表初ゴールは2019年6月10日行われたUEFA EURO 2020予選のラトビア代表戦であり、代表初得点を含む2ゴール1アシストの活躍で5-0での大勝に貢献した。